# Javier Setó
Javier Setó (Lérida, 1926 – Madrid, 1969) è stato un regista e sceneggiatore spagnolo.
Ha diretto quasi trenta film tra il 1952 (Mercado prohibido) e il 1969 (L'assassino fantasma). È stato anche sceneggiatore in sedici film.

## Biografia
Per un lungo periodo, fra il 1958 ed 1969, lavorò in Italia in produzioni realizzate a Cinecittà.

## Filmografia
- Mercado prohibido (1952)
- Bronce y luna (1953)
- Fantasía española (1953)
- Pasaporte para un ángel (Órdenes secretas) (1954)
- Mañana cuando amanezca (1955)
- Saeta rubia (documentario) (1956)
- El puente del diablo (1956)
- Ha pasado un hombre (1956)
- Duelo de pasiones (1956)
- Maravilla (1957)
- Pane, amore e Andalusia (Pan, amor y... Andalucía) (1958)
- Pelusa (1961)
- Abuelita Charlestón (1962)
- I leoni di Castiglia (1963)
- El globo azul (1963)
- Han robado una estrella (1963)
- Le tardone (con Marino Girolami) (1964)
- El escándalo (1964)
- Pabellón de España (documentario) (1965)
- I morti vivono (come Xavier Seto) (1965)
- Querido profesor (1966)
- La vergine di Samoa (1966)
- Flor salvaje (1968)
- Long-Play (1968)
- L'assassino fantasma (Viaje al vacío) (1969)
- La vera storia di Frank Mannata (1969)